# Neustoff
Neustoffe (engl.: new chemical substance auch notified new substance (NONS)) sind chemikalienrechtlich nach dem Inkrafttreten des jeweiligen nationalen Chemikaliengesetzes auf den Markt gekommene Stoffe. Diese werden rechtlich anders (meist strenger) reguliert, als solche, die vor dem Inkrafttreten des jeweiligen Gesetzes auf dem Markt waren (Altstoffe).
In der Europäischen Union waren das Stoffe, die nach dem 18. September 1981 (dem entsprechenden Datum des ehemaligen europäischen Chemierechts) auf den Markt gekommen waren und in der ELINCS-Liste aufgeführt werden.
In der Europäischen Union ist der Begriff seit Inkrafttreten der REACH-Verordnung veraltet. Nun wird der Begriff Non-Phase-in-Stoff für neue Stoffe benutzt. Non-Phase-in-Stoffe müssen, bevor sie in Mengen von mehr als einer Tonne pro Jahr und pro Hersteller oder Importeur hergestellt oder importiert werden, gemäß der REACH-Verordnung  registriert werden. Die Neustoffe des alten Rechts gelten im Übrigen als registriert gemäß REACH. Diese Registrierung gehört jedoch nach wie vor dem ursprünglichen Anmelder des Neustoffs.